# 塞纳河畔圣马克
塞纳河畔圣马克（法語：Saint-Marc-sur-Seine，發音：[sɛ̃ maʁk syʁ sɛn] ⓘ）是法国科多尔省的一个市镇，位于该省中部，属于蒙巴尔区。

## 地理
塞纳河畔圣马克（47°42'4"N, 4°36'18"E）面积8.4 平方千米，位于法国勃艮第-弗朗什-孔泰大區科多尔省，该省份为法国中东部省份，北起奥布省，西接涅夫勒省和约讷省，南至索恩-卢瓦尔省，东南接汝拉省，东临上索恩省，东北部与上马恩省接壤。
与塞纳河畔圣马克接壤的市镇（或旧市镇、城区）包括：布雷米尔和沃鲁瓦、塞纳河畔贝勒诺、马尼朗贝尔、奥里尼、瑟蒙。
塞纳河畔圣马克的时区为UTC+01:00、UTC+02:00（夏令时）。

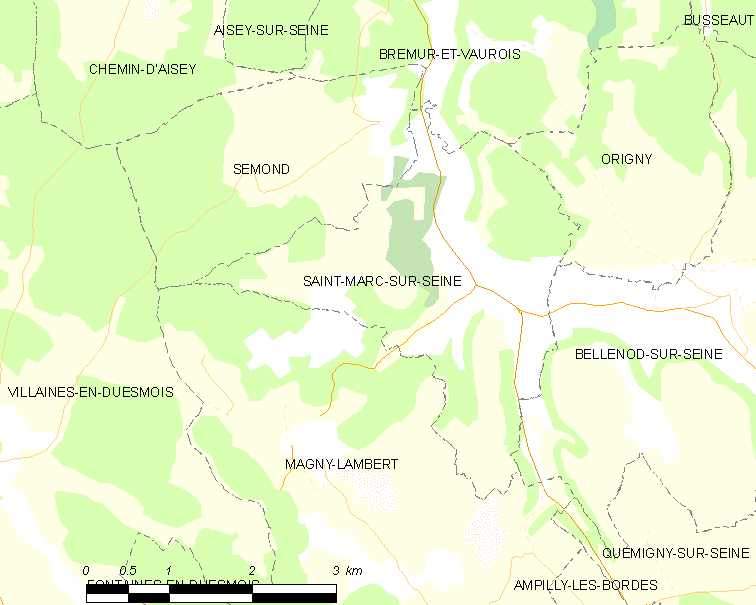
塞纳河畔圣马克的OSM定位图

## 行政
塞纳河畔圣马克的邮政编码为21450，INSEE市镇编码为21557。

## 政治
塞纳河畔圣马克所属的省级选区为塞纳河畔沙蒂永县。

## 人口

1962-2008年间塞纳河畔圣马克人口变化图示

塞纳河畔圣马克于2022年1月1日时的人口数量为111人。